# Basilica di Saint-Nicolas-de-Port
La basilica di Saint-Nicolas-de-Port è una chiesa cattolica francese sita a Saint-Nicolas-de-Port, nella regione della Lorena, in Francia.
È un capolavoro dell'architettura gotica della regione.

## Storia

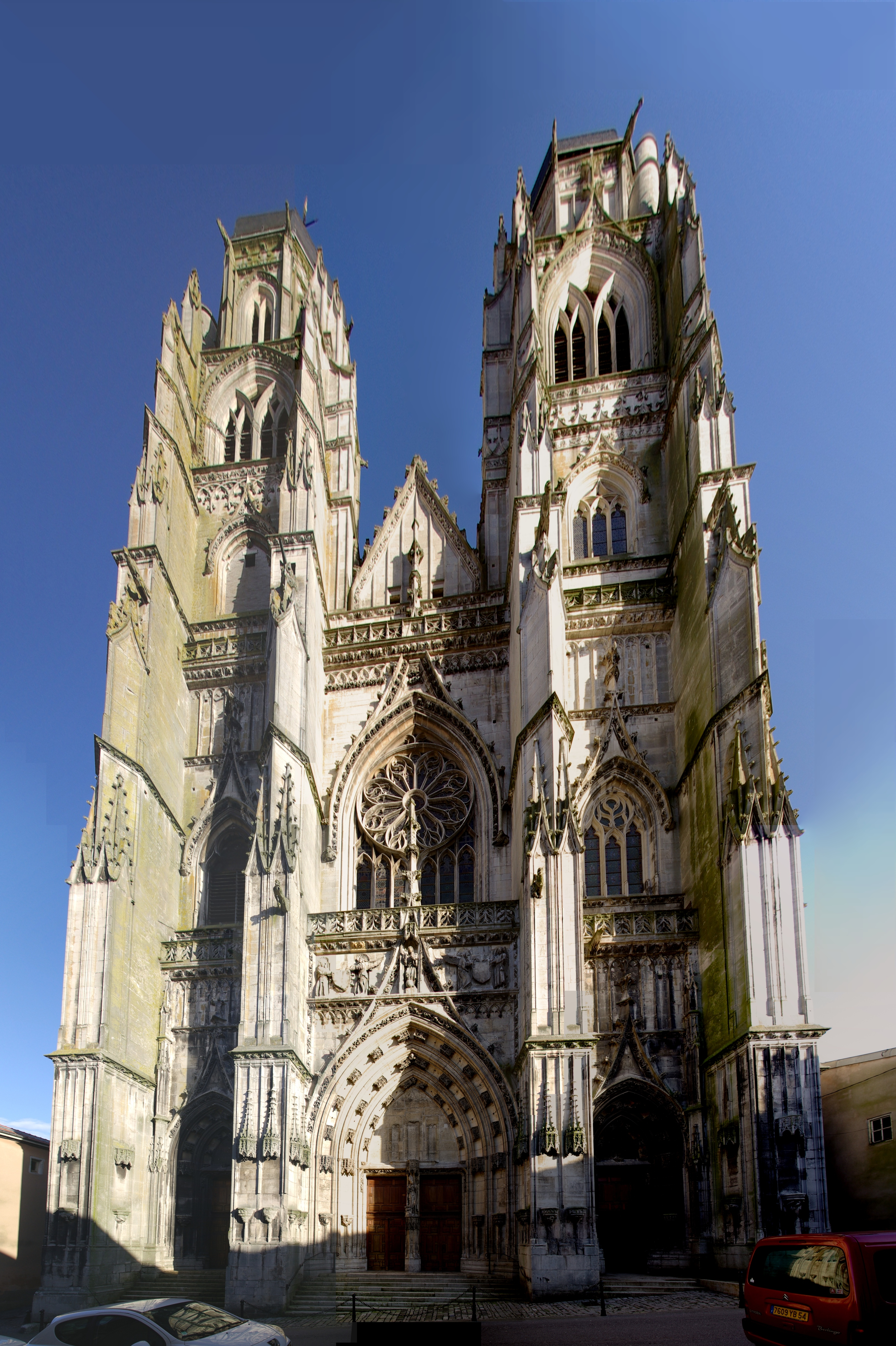
La facciata.

Nell'XI secolo Aubert de Varangeville porta a Saint-Nicolas-de-Port una reliquia: il braccio benedicente di San Nicola di Myra (secondo la tradizione si tratta di un osso della falange della mano destra). Essa è custodita in un braccio reliquiario in argento, smalto e diamanti del XIX secolo. Una prima chiesa dedicata al santo fu eretta all'inizio del XII secolo. Secondo la leggenda, Cunon de Linange, signore di Réchicourt-le-Château, un cavaliere lorenese preso prigioniero durante la sesta crociata, sarebbe stato miracolosamente liberato dalla sua prigione dieci anni più tardi da san Nicola. Trasportato nel sonno dal santo, egli si sarebbe risvegliato proprio di fronte al portico della chiesa. Durante l'Ufficio divino che seguì, le catene che gli serravano le membra e la vita caddero miracolosamente (tali catene sarebbero state recuperate e conservate in un reliquiario in rame dorato alla fine del XIX secolo). Rientrato nel suo feudo, il cavaliere ordinò che tutti gli anni avesse luogo una processione e tale usanza durò fino alla rivoluzione francese (questa processione aux flambeaux ha luogo ancor oggi all'interno della basilica, il sabato più vicino al 6 dicembre, giorno di san Nicola). Rapidamente il pellegrinaggio alla chiesa di san Nicola si estese oltre i confini locali e san Nicola venne considerato patrono della Lorena. La leggenda vuole che Giovanna d'Arco si fosse raccolta in preghiera presso la chiesa che precedette la Basilica, prima di portare il suo messaggio al Delfino di Francia. È probabile, in effetti, che ella avesse voluto recarvisi in preghiera dopo aver fatto visita a Carlo II di Lorena, che era gravemente ammalato. La vittoria di Renato II di Lorena contro Carlo il Temerario nella battaglia di Nancy nel 1477 diede origine alla costruzione di un edificio più imponente per celebrare il ritorno all'indipendenza della Lorena, così come la riconoscenza nei confronto del santo patrono di questa regione. La scelta di Saint-Nicholas-de-Port, che allora si chiamava semplicemente Port è evidente, poiché la cittadina era il centro economico della regione, attirando numerosi mercanti da tutt'Europa in occasione delle numerose fiere. La costruzione della basilica ebbe inizio nel 1481, utilizzando pietra calcarea bianca, estratta dalle cave di Viterne; Simon Moycet ne fu il capomastro e Valentin Bousch ne fu il mastro-vetraio.
L'edificio venne inaugurato appena costruito, nel 1544, la facciata fu terminata l'anno successivo ed infine la chiesa venne consacrata nel 1560, poco dopo che erano terminate le coperture in piombo delle due torri campanarie, edificate nel 1544. Nel 1635, durante la guerra dei trent'anni, la chiesa subì un grosso incendio che ne distrusse la copertura e che provocò la fusione del piombo di numerose vetrate, la cui parte in vetro crollò. Anneriti, numerosi dipinti murali, risalenti al 1520, vennero celati da un'imbiancatura e vennero riportati alla luce solo con i restauri del XX secolo. Quest'incendio, le cui fiamme si diceva furono visibili persino da Nancy, ad una decina di chilometri di distanza, diede luogo ad una seconda leggenda miracolosa: il priore benedettino, che stava dicendo messa durante l'attacco nemico, tentando di scampare al colpo di spada di un soldato svedese, avrebbe sentito aprirsi il pilastro contro il quale si era appoggiato e sarebbe scomparso al suo interno, con il muro che si sarebbe richiuso su di lui. Da quel momento, incollando l'orecchio su quel pilastro, il più vicino alla torre sud, detta di San Pietro, si poteva udire la voce salmodiante del priore e quando eventi drammatici minacciavano la Lorena, si potevano scorgere gocce trasudare e colare lungo la pietra del pilastro stesso. Alcuni parrocchiani assicurarono che fu questo il caso poco prima delle guerre del 1870 e del 1914.
Una nuova struttura in legno di quercia fu posta nel 1664 e le torri furono ricoperte con le cupole in ardesia che si vedono tuttora. Nel 1840 la basilica fu una dei primi edifici ad essere dichiarata Monumento storico di Francia e nel 1950 papa Pio XII le conferì la dignità di basilica.
Fortemente danneggiata dal bombardamento del 19 giugno 1940, la basilica fu restaurata a partire dal 1983 grazie al legato di una ricca cittadina di Saint-Nicholas-de-Port, moglie di un americano: Camilla Croué Friedman. I lavori di restauro durarono quindici anni e riportarono la chiesa allo splendore iniziale.

## Architettura

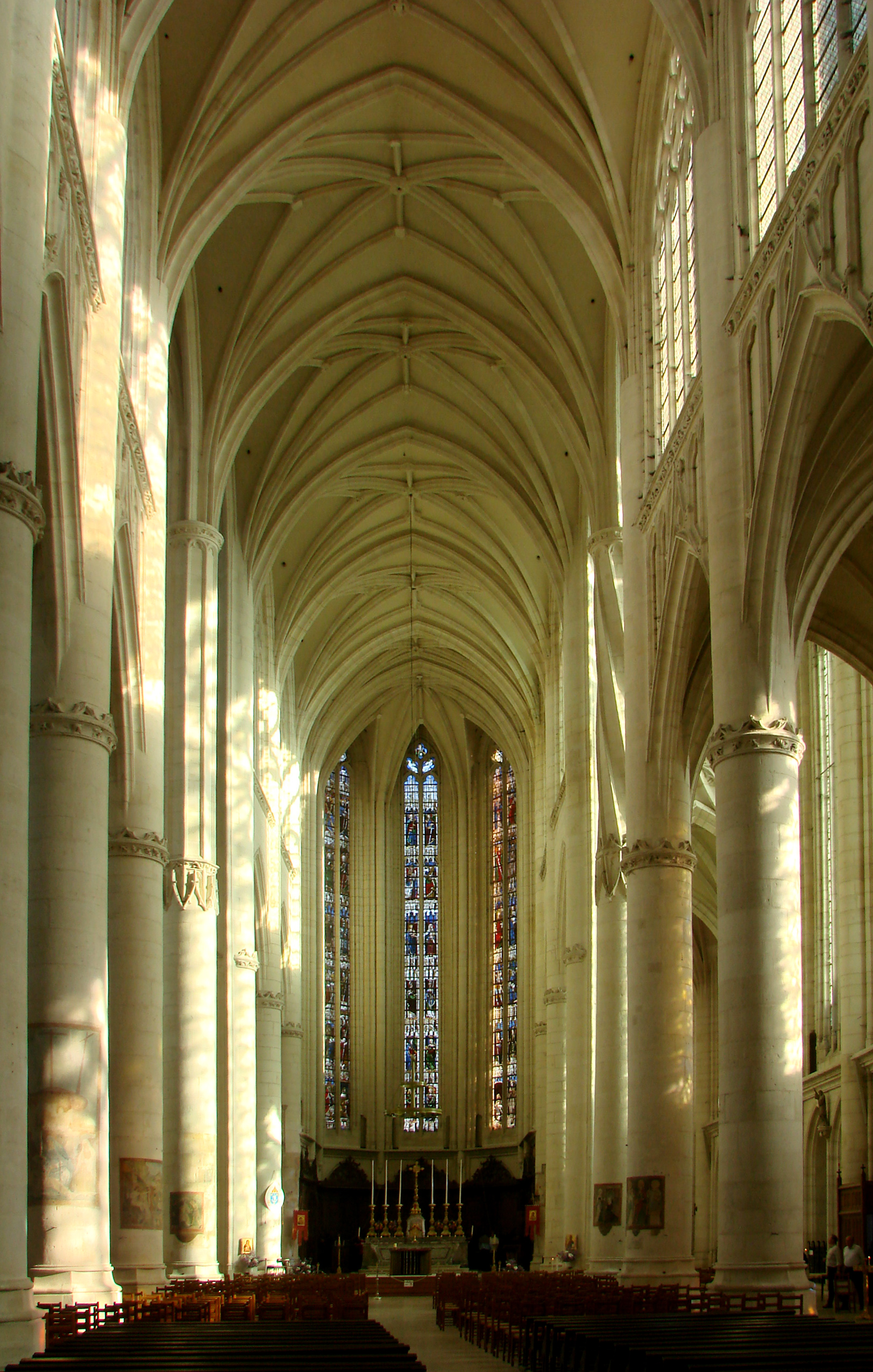
La navata

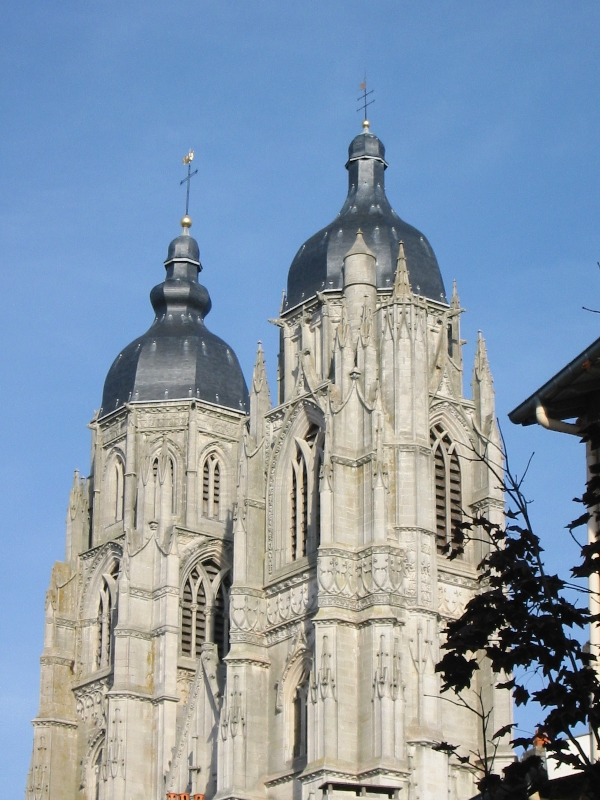
Campanili a bulbo della basilica

La basilica ha le proporzioni di una vera e propria cattedrale di stile gotico fiammeggiante (undici campate, una navata principale e due laterali ribassate terminanti con due absidiole. Le relative dimensioni sono impressionanti: 
- una navata culmina a 30 m di altezza dal suolo
- a livello del transetto due colonne si slanciano a 21,5 m (una delle due è a tortiglione per nascondere una falsa caduta a piombo di venti centimetri
- due torri campanarie rispettivamente di 85 ed 87 m di altezza, ricoperte da una cupola a bulbo
- le dimensioni globali della chiesa sono di 71,5 m de lunghezza per 31 di larghezza.

L'edificio ha una grande omogeneità di stile, volumi armoniosi ed una sobrietà rara alla fine dell'epoca del gotico, per la rapidità della sua erezione (circa 60 anni) per le sue dimensioni rispetto al progetto originario. Vi si ritrovano le influenze della champenois, dovute all'opera del suo primo architetto, Michel Robin: la pianta del coro s'ispira alla basilica di Sant'Urbano a Troyes e il corridoio, che consente di fare il giro dell'edificio all'interno alla base delle finestre basse ma a sette metri dal suolo, è un vero e proprio passaggio tipico dell'architettura champenois. Tuttavia resta rispettata la tradizione lorenese per cui si può notare l'assenza di un deambulatorio dietro il coro o i cinque spicchi dell'abside, provvisti di finestrature molto alte come nella cattedrale di Saint-Étienne a Toul, che ha parimenti influenzato la struttura della facciata e, in particolare, le sue torri (passaggio da una sezione quadrata ad una ottagonale).
Una particolarità ben visibile dell'ingresso è l'asse della navata, che non è rettilineo, ma rivela una deviazione di sei gradi verso destra. Questa deviazione ha suscitato ipotesi varie, alcune certamente fantasiose, altre più serie, in particolare quella dello scrittore Dom Calmet, che afferma: «…i costruttori non essendo pratici del terreno han creduto di dover dare questa deviazione all'edificio.» I vincoli catastali (disponibilità della superficie) paiono essere, ancor oggi, i più probabili candidati a spiegare i motivi della deviazione.
All'esterno, dal lato nord, il declivio del terreno ha consentito d'inserire sotto il pavimento delle cappelle laterali, sei logge, che si aprono sulla via e che erano originariamente destinate ai commerci.

## Vetrate, affreschi ed organi

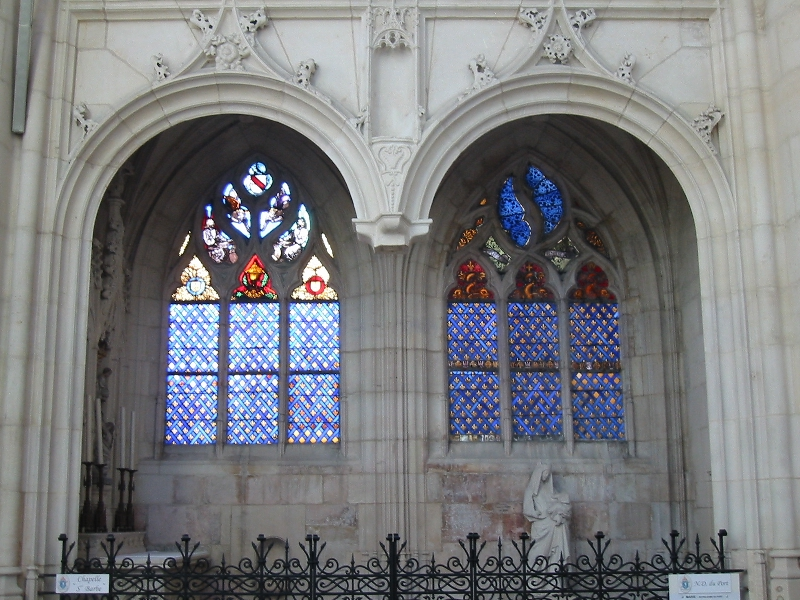
Una cappella laterale (cappelle Notre-Dame-de-Port)

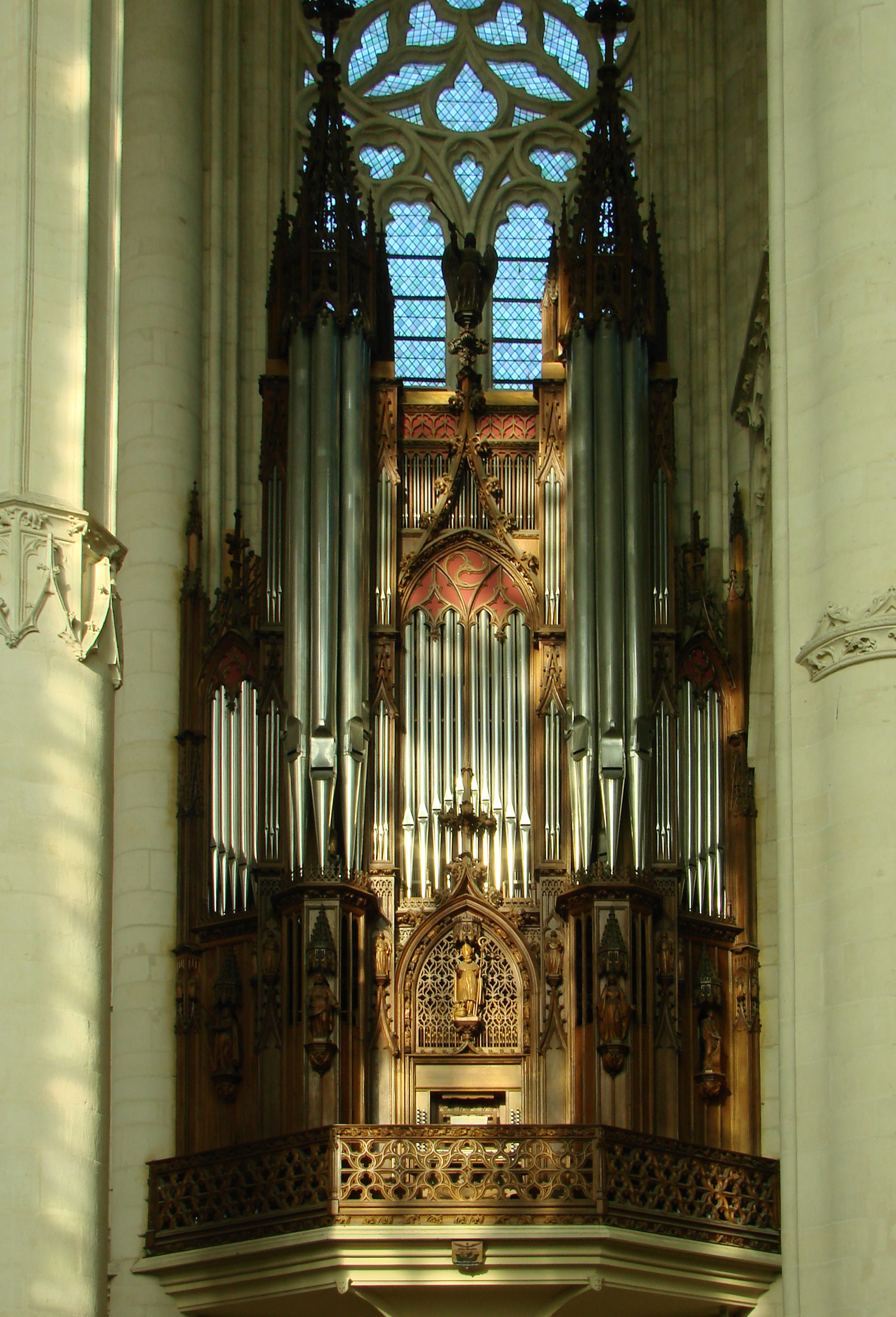
Il cassa dell'organo di Joseph Cuvillier

Gran parte delle vetrate andò distrutta durante il saccheggio della città e l'incendio della copertura della chiesa, provocato dagli assalitori nel 1635, tuttavia la basilica conserva ancora una parte non trascurabile delle vetrate del XVI secolo, opere attribuite a Valentin Bousch, Nicolas Droguet, Georges Millereau o ad anonimi.
Numerosi dipinti sono parimenti visibili sulle colonne (discesa dalla Croce, Giobbe, sant'Ivo, san Martino di Tours, Sant'Aprona, come anche affreschi (santa Maria Maddalena).
L'organo attuale è il quinto per la basilica. Ricostruito nel 1994, esso è costituito da 3673 canne suddivise in 54 giochi, per 4 tastiere e pedaliere. Trazione meccanica sospesa. Lo strumento è installato in una cassa di stile troviero di 16 metri di altezza e 7 metri di larghezza, eretta nel  1848 dal fabbricante di organi Joseph Cuvillier (1801-1893) di Nancy su disegno di Désiré Laurent; la cassa è stata dichiarata Monumento storico nel 1980. Un'aquila in grandezza naturale, che simboleggia san Giovanni evangelista, è disposta, come su uno scrittoio, alla base della tribuna in un arco a mensola.
Lo strumento è situato a media altezza nel braccio nord del transetto, la piattaforma della tribuna è a circa sette metri di altezza dal pavimento della chiesa.

## Le campane della basilica
La basilica ha 18 campane ancora in funzione, delle quali 12 possono suonare a distesa, il che costituisce uno dei complessi sonori di campane tra i più grandi di Francia.
La torre sud ispita la campana più grossa, il campanone "Joseph-Auguste-Edmond" di cinque tonnellate, fuso a Nancy nel 1897, e che fornisce la nota Sol 2.
Quanto alla torre nord, essa contiene 14 campane, di cui 8 a distesa (che danno le note do 3 - re 3 - mi 3 - fa 3 - sol 3 - la 3 - si 3 e do 4). Esse sono state fuse nel 1856 nella fonderia Perrin-Martin a Robécourt nei Vosgi, altre quattro sono state fuse a Nancy dal fonditore Jules Robert ed aggiunte nel 1896. Le ultime sei, utilizzate solo per il carillon, sono del 2000 e sono state fuse dalla fonderia Paccard nell'Alta Savoia. Il piccolo campanile che sovrasta il coro ospita tre altre campane, a funzionamento manuale, fuse nel 2000. Una quarta campana, risalente al 1839 e fusa da Thuielle, rimase danneggiata nel bombardamento del giugno 1940 ed è attualmente ricoverata nella cappella di Santa Margherita.

## La cappella delle fonti
Poiché la basilica era stata destinata esclusivamente ai pellegrinaggi (la città non divenne parrocchia che nel 1803), gli abitanti di Saint-Nicolas-de-Port dovevano recarsi, per i battesimi, nella chiesa della vicina Varangéville. 
Durante la costruzione della basilica fu eretta, contro l'absidiola nord, a un livello inferiore, una cappella battesimale destinata alla popolazione e che fungeva anche per la continuazione dei pellegrinaggi, che non vennero mai interrotti durante i sessant'anni di costruzione della basilica stessa. Questa cappella, di stile gotico fiammeggiante, presenta una notevole volta con pennacchio ed un retablo rappresentante in particolare il Cristo ed i dodici apostoli.

## Associazione
Un'associazione avente lo scopo di far conoscere la basilica e denominata 
Connaissance et renaissance de la basilique de Saint-Nicolas-de-Port, è stata costituita il 7 aprile 1973 e riconosciuta di utilità pubblica da un decreto del 9 marzo 1981 Essa pubblica tre volte l'anno La Gargouille (ISSN 1278-2327).

## Galleria d'immagini

### Esterno

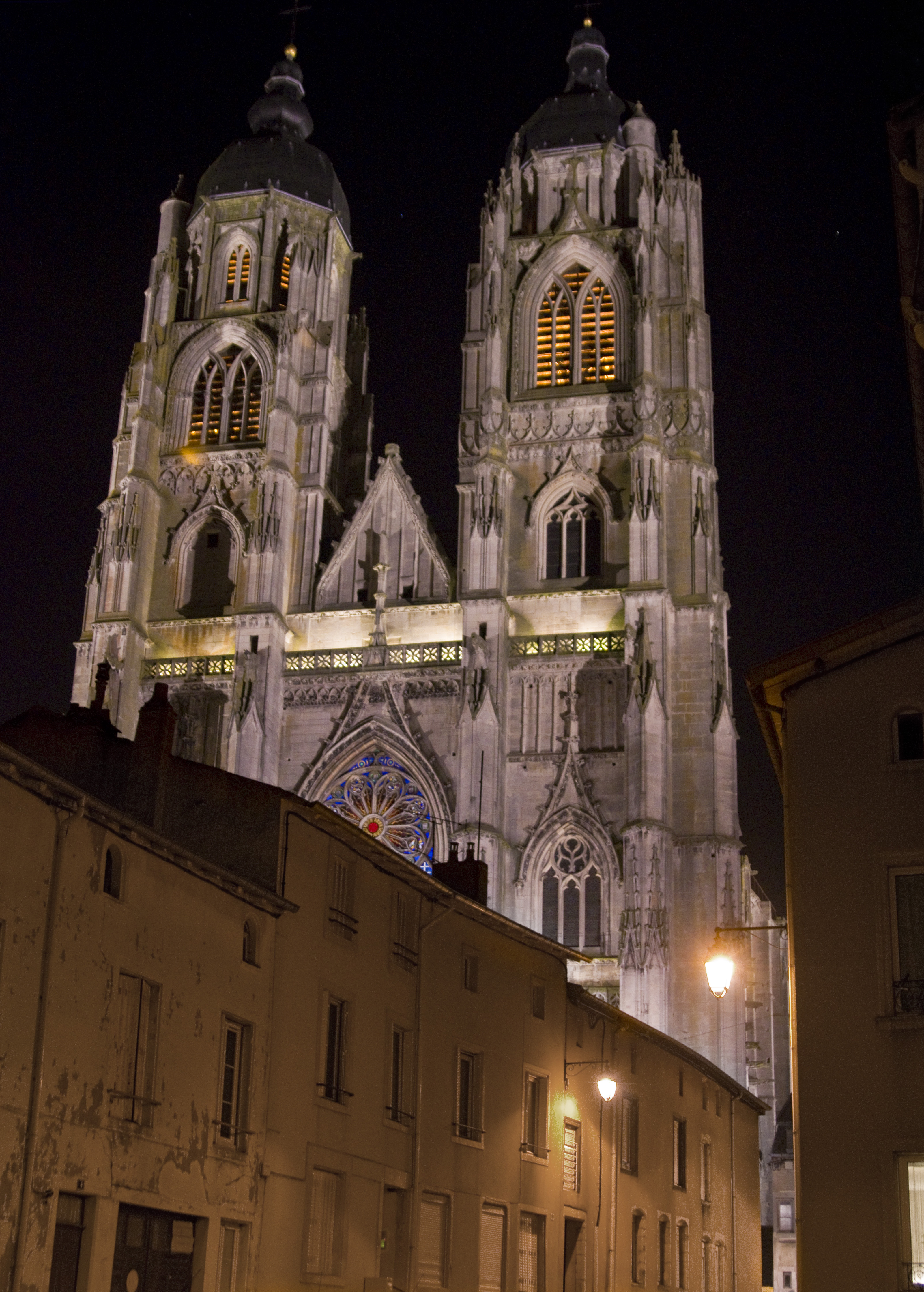
Veduta notturna della facciata dalla rue des trois Pucelles
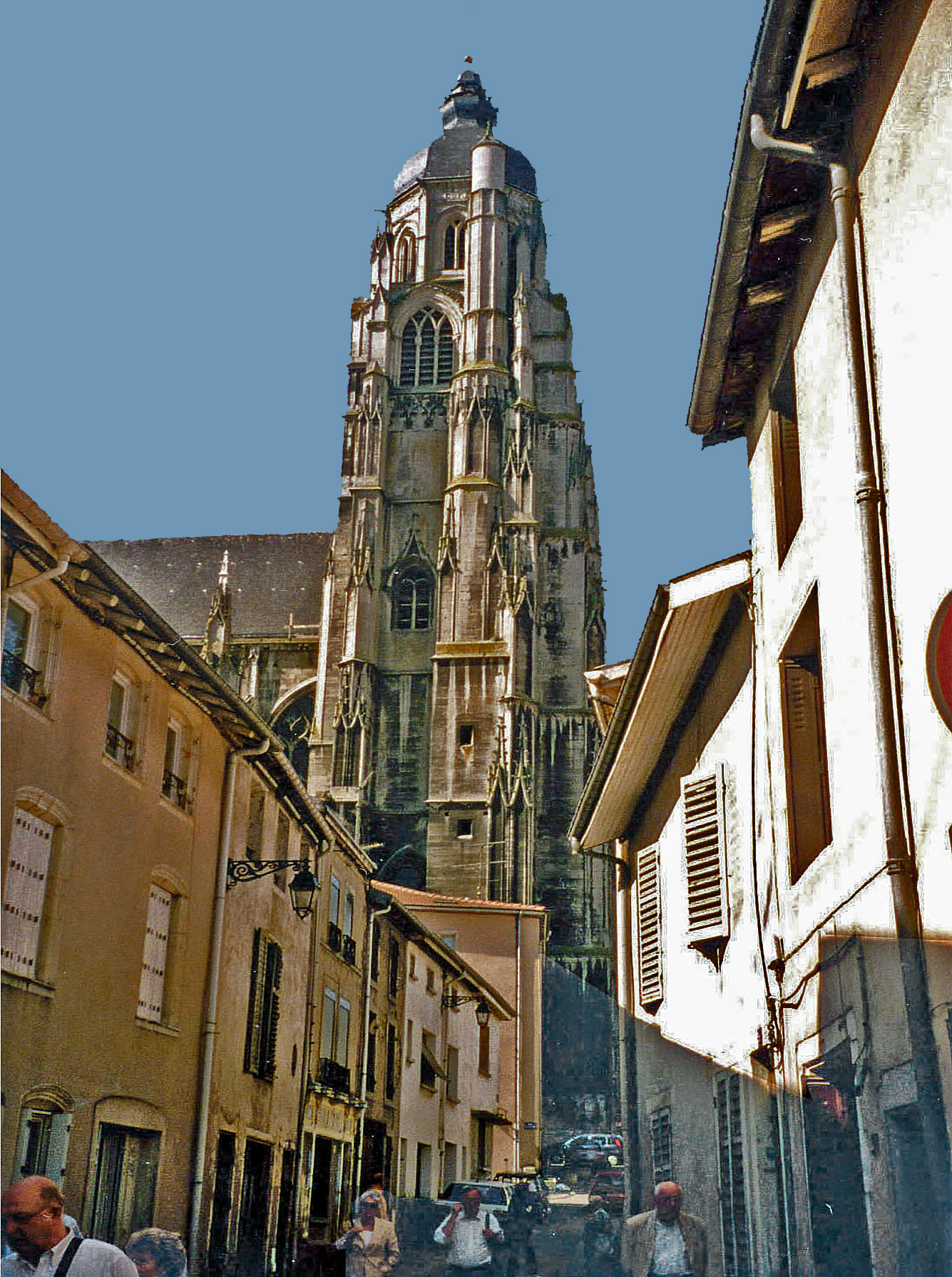
Torre nord, vista dalla rue Simon Moycet
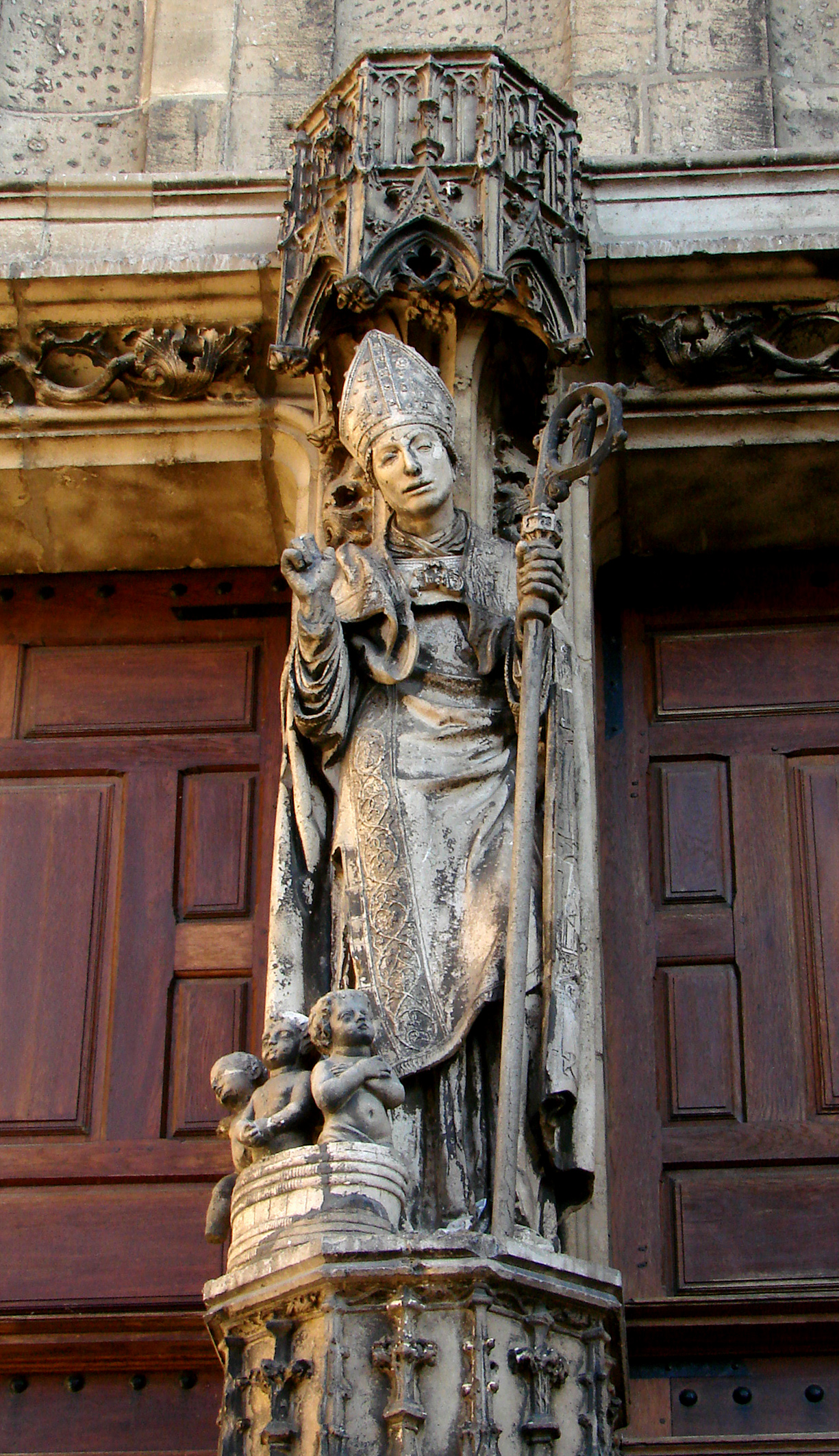
Statua di san Nicola al centro del gran portale. Ai suoi piedi, i tre «bambini».

### Interno

#### Affreschi

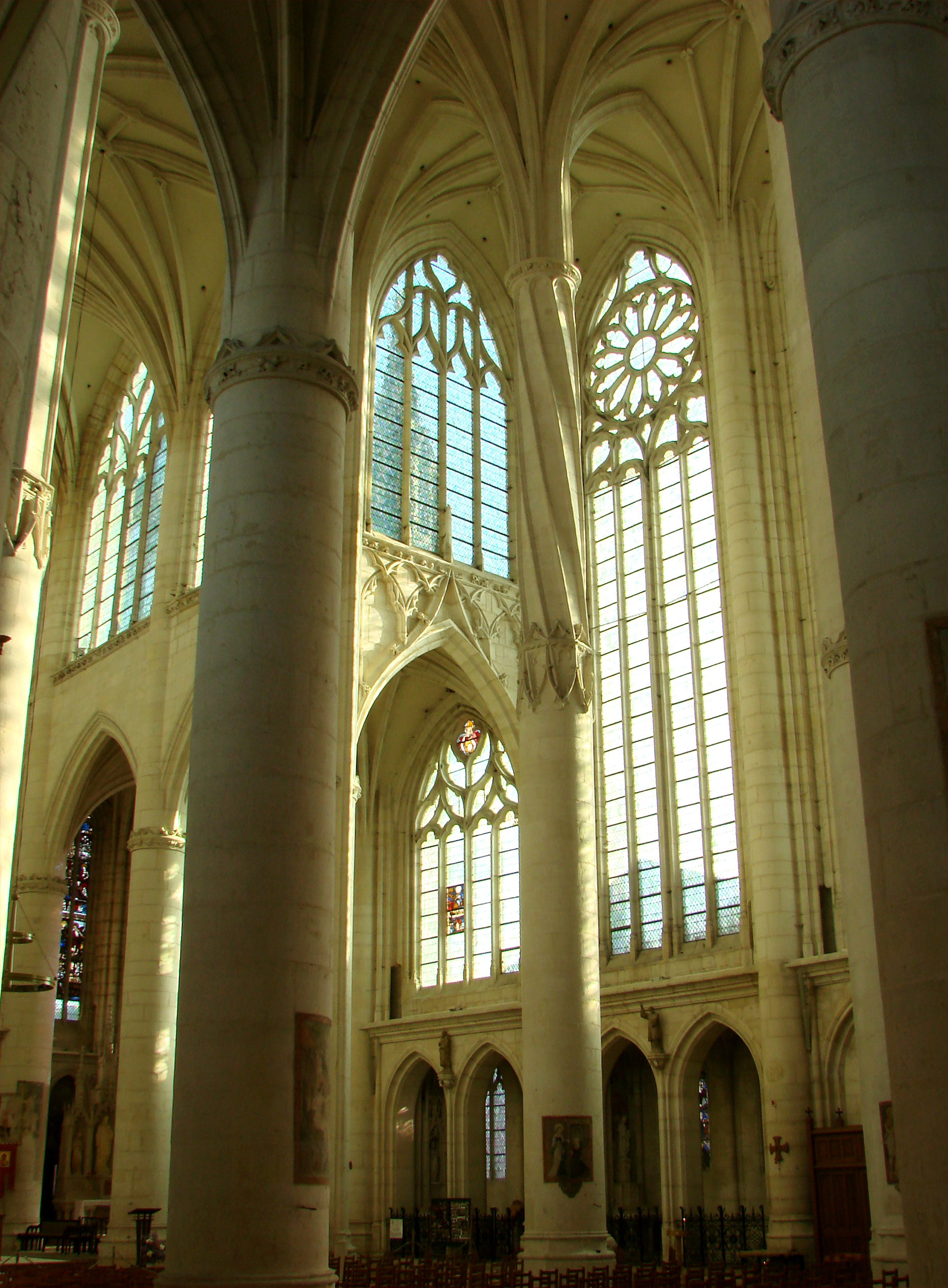
Colonna a tortiglione nel braccio sud del transetto. Alla sua base un affresco rappresentante sant'Aprone (inizio del XVI secolo).
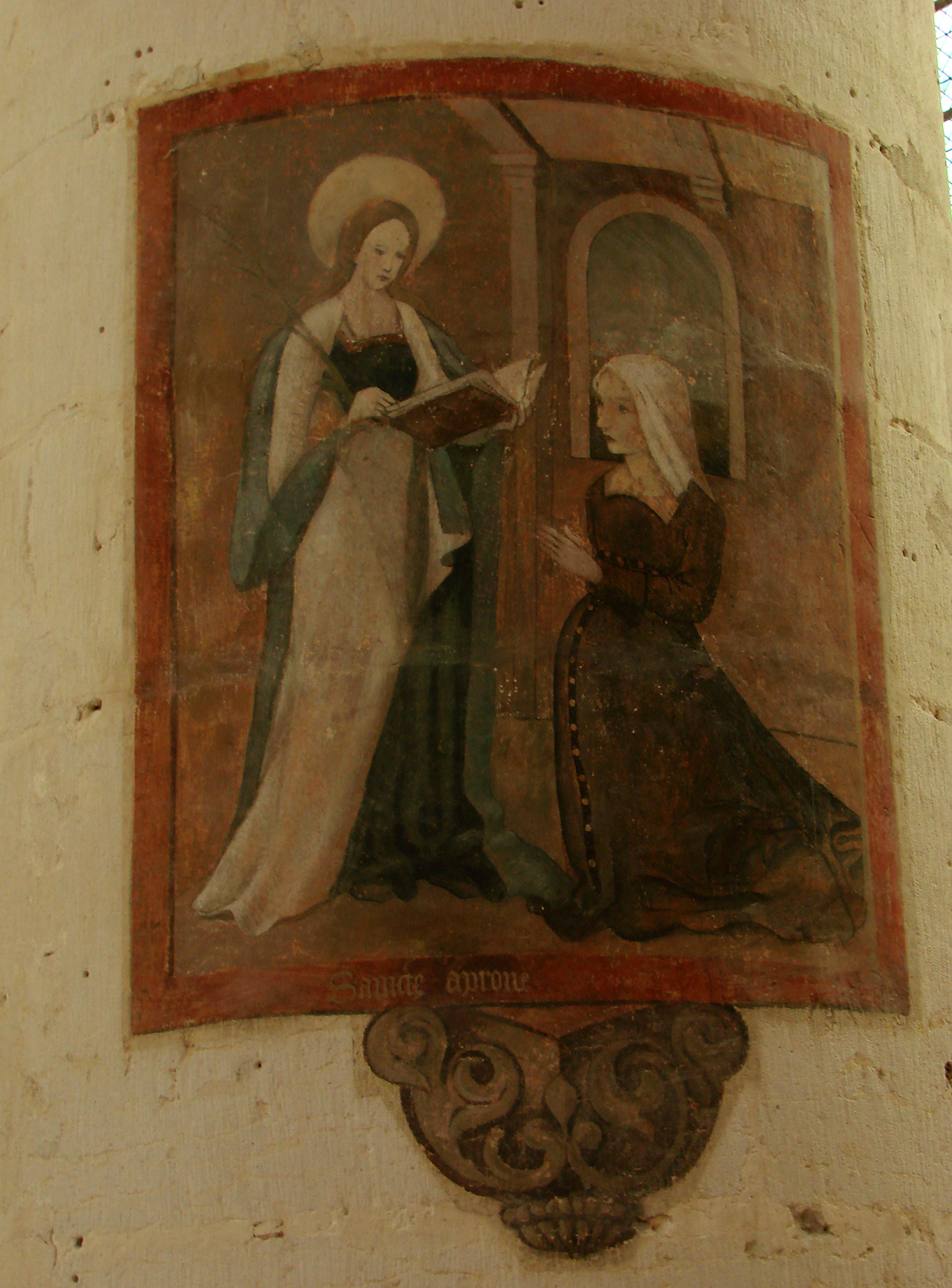
Sant'Aprona, sorella di sant'Aprone di Toul.
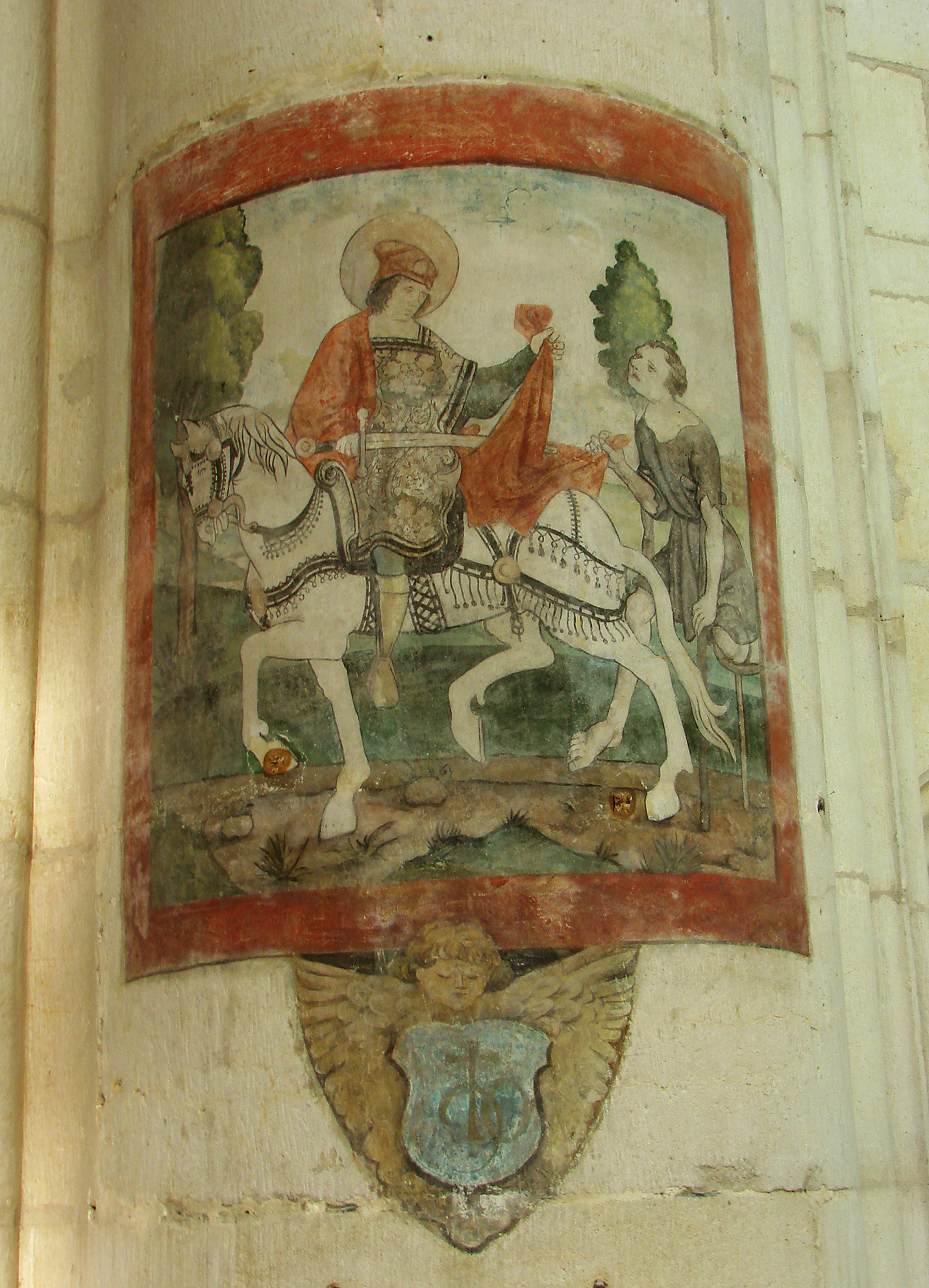
Affresco rappresentante san Martino che divide il proprio mantello (inizio del XVI secolo).
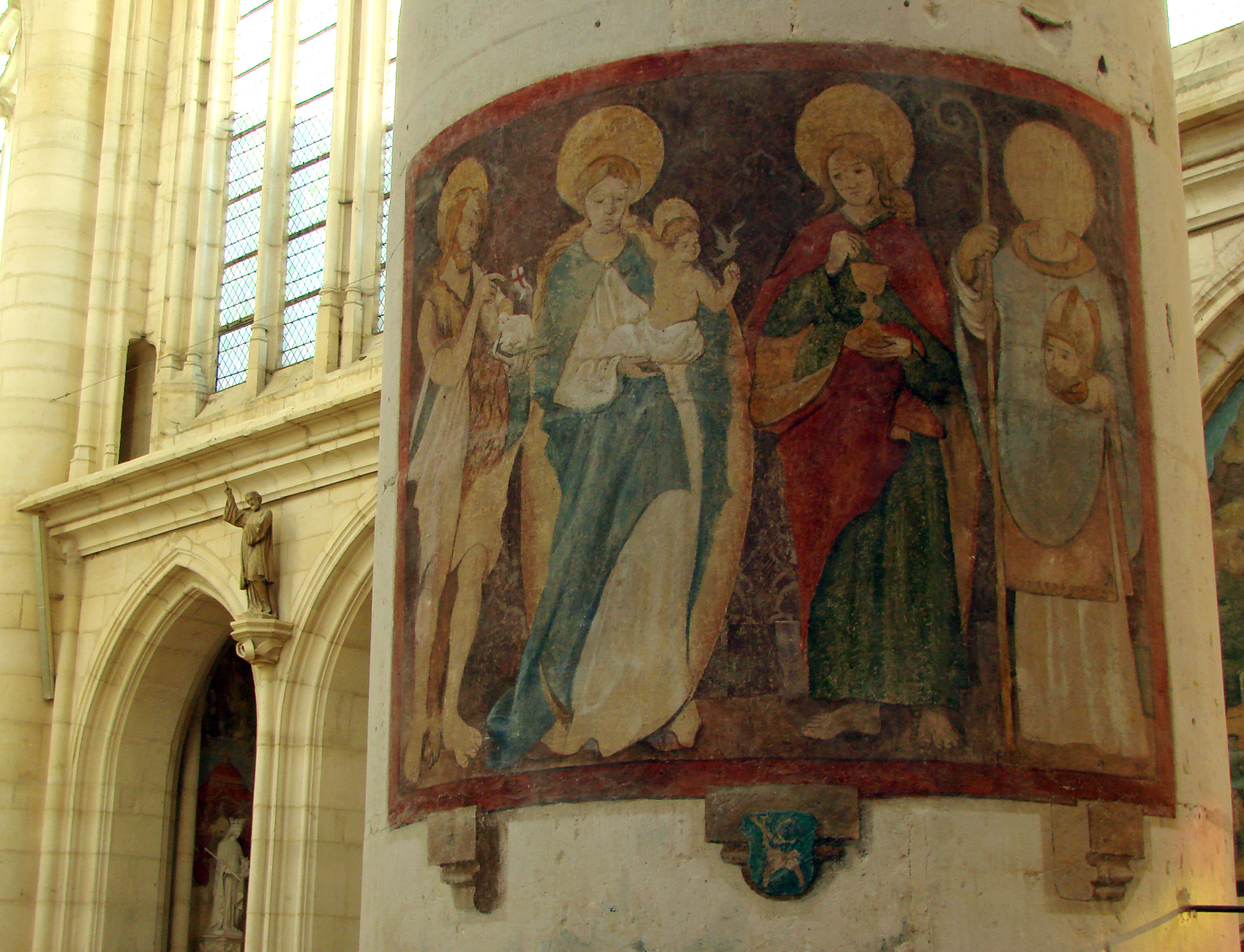
Affresco dell'inizio del XVI secolo (da sinistra a destra: san Giovanni Battista, santa Maria con Gesù Bambino, san Giovanni Evangelista, san Desiderio decapitato, che tiene la propria testa). Si vede un passaggio champenois nel pilastro laterale in alto a sinistra.

#### Vetrate

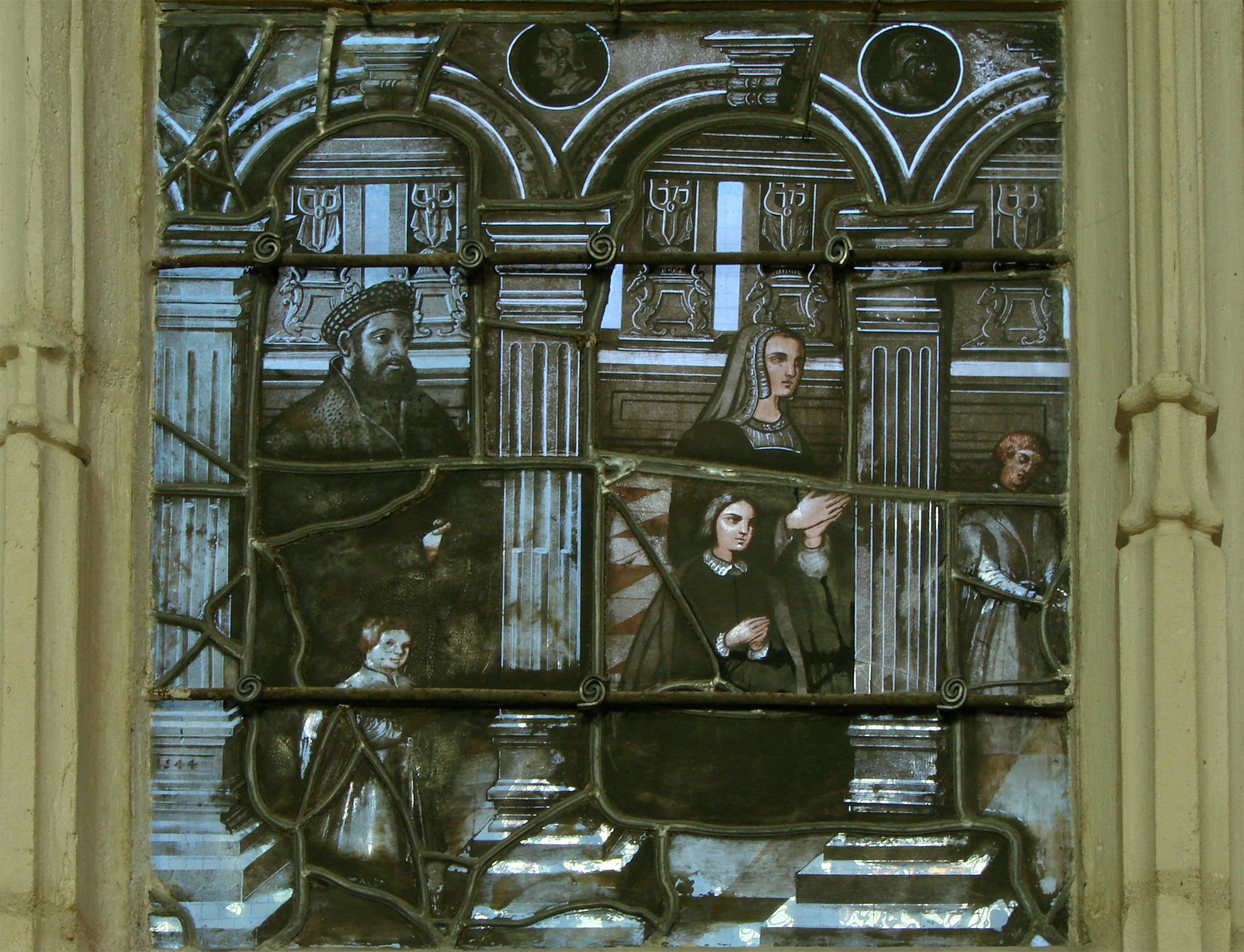
Dettaglio della vetrata della finestra destra della cappella santa Margherita (prima cappella laterale nord), datata 1544, e nota con il nome di grisaille Berman
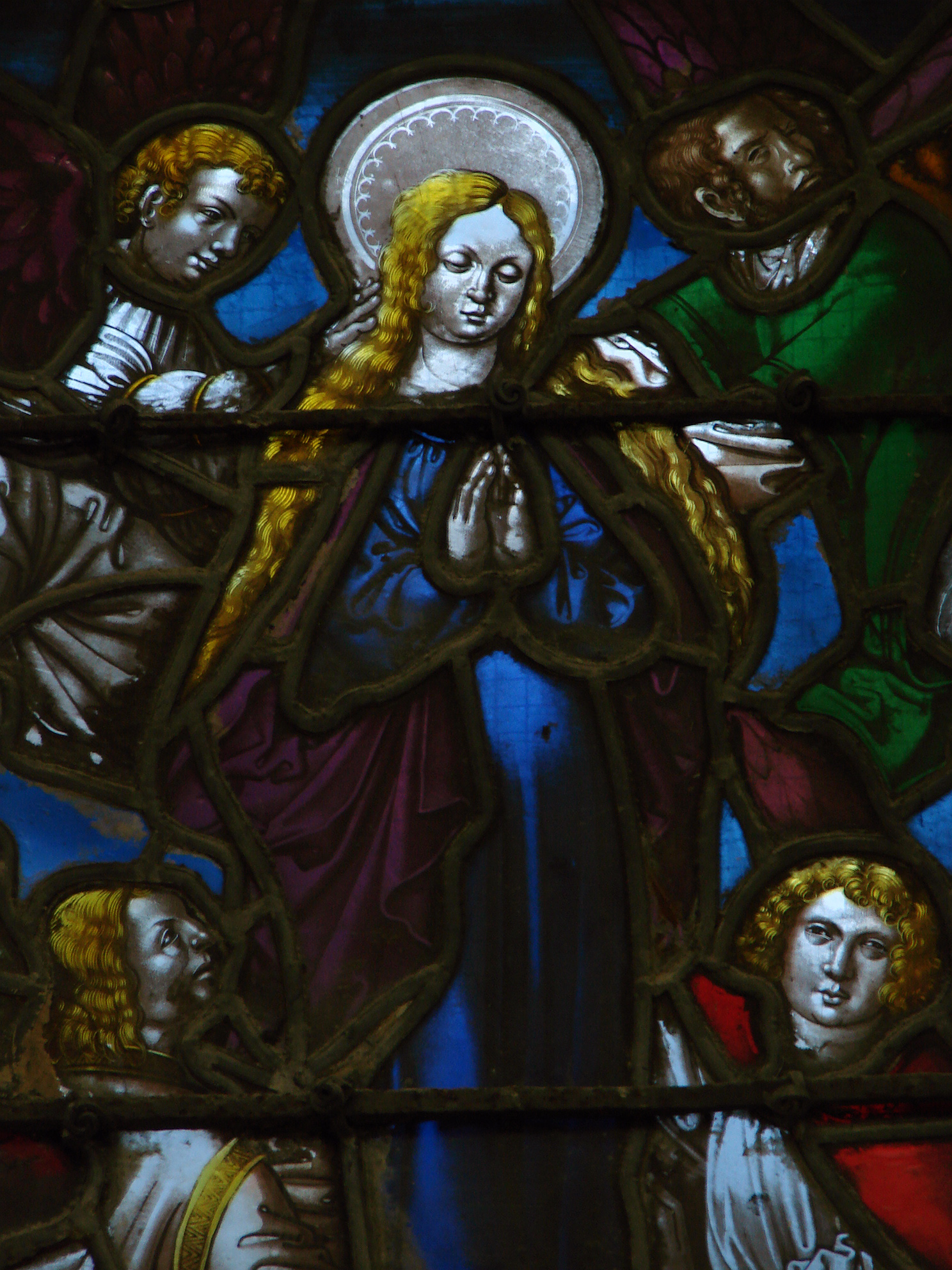
Dettaglio della vetrata della finestra destra della Cappella Notre-Dame-des-Victoires (seconda Cappella laterale nord) enteramente dedicata alla vita della Vergine, figuranta l'assunzione di Maria.
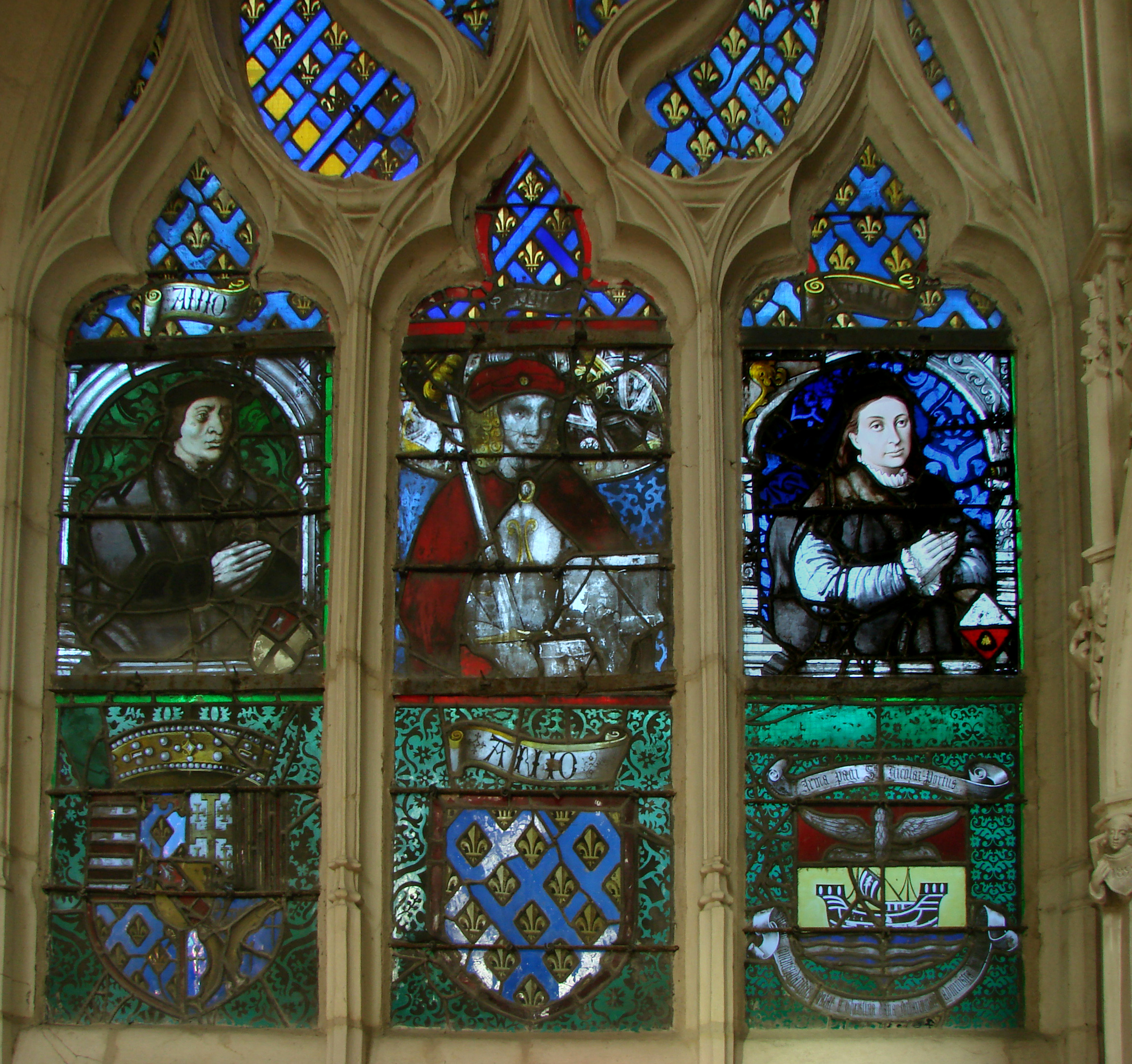
Vetrata della finestra destra della Cappella di sant'Anna (terza Cappella laterale nord), di Valentin Bousch (salvo la parte destra del XIX secolo). I personaggi sono (da sx a dx): Fiacre Fériet, notabile e mercandte sant'Adriano di Marsiglia, Jeannon Thiriet, sposa del primo. Sotto le arme d'Angiò, di Lorena e della città di Saint-Nicolas.

#### Statue

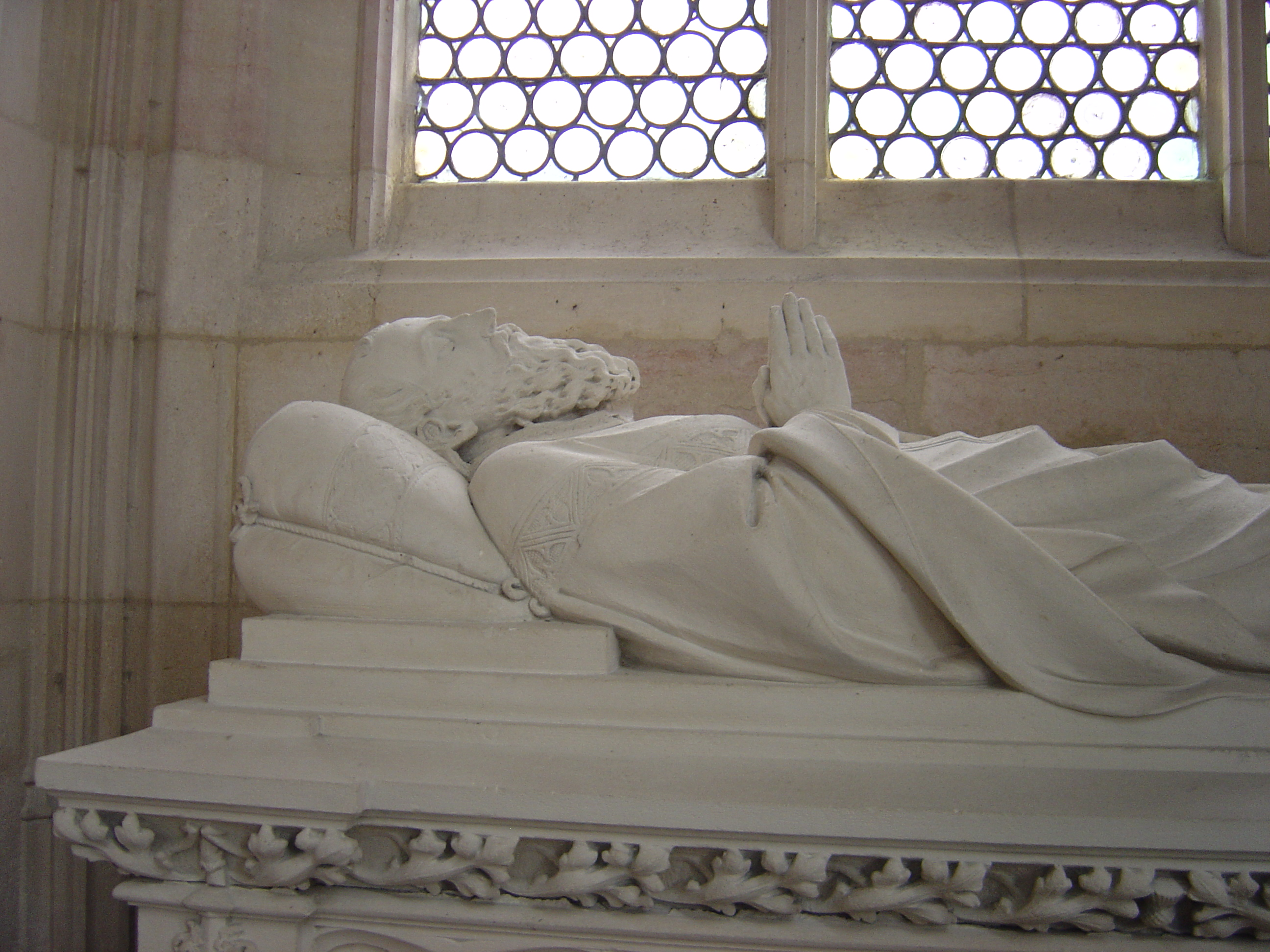
Dettaglio del gisant di Simon Moycet scolpito da Victor Huel nel 1893.
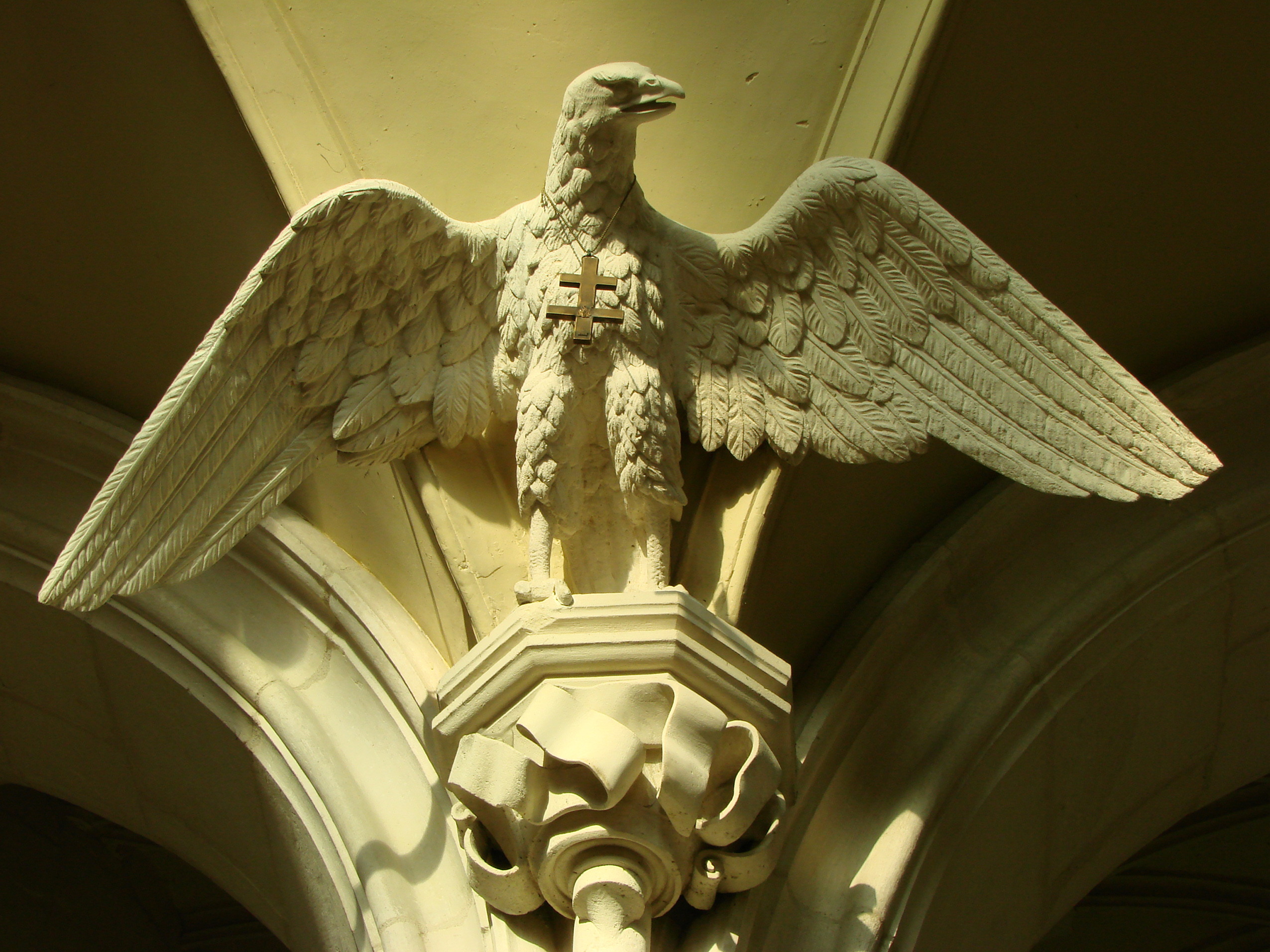
Aquila in grandezza naturale, che simboleggia san Giovanni evangelista.
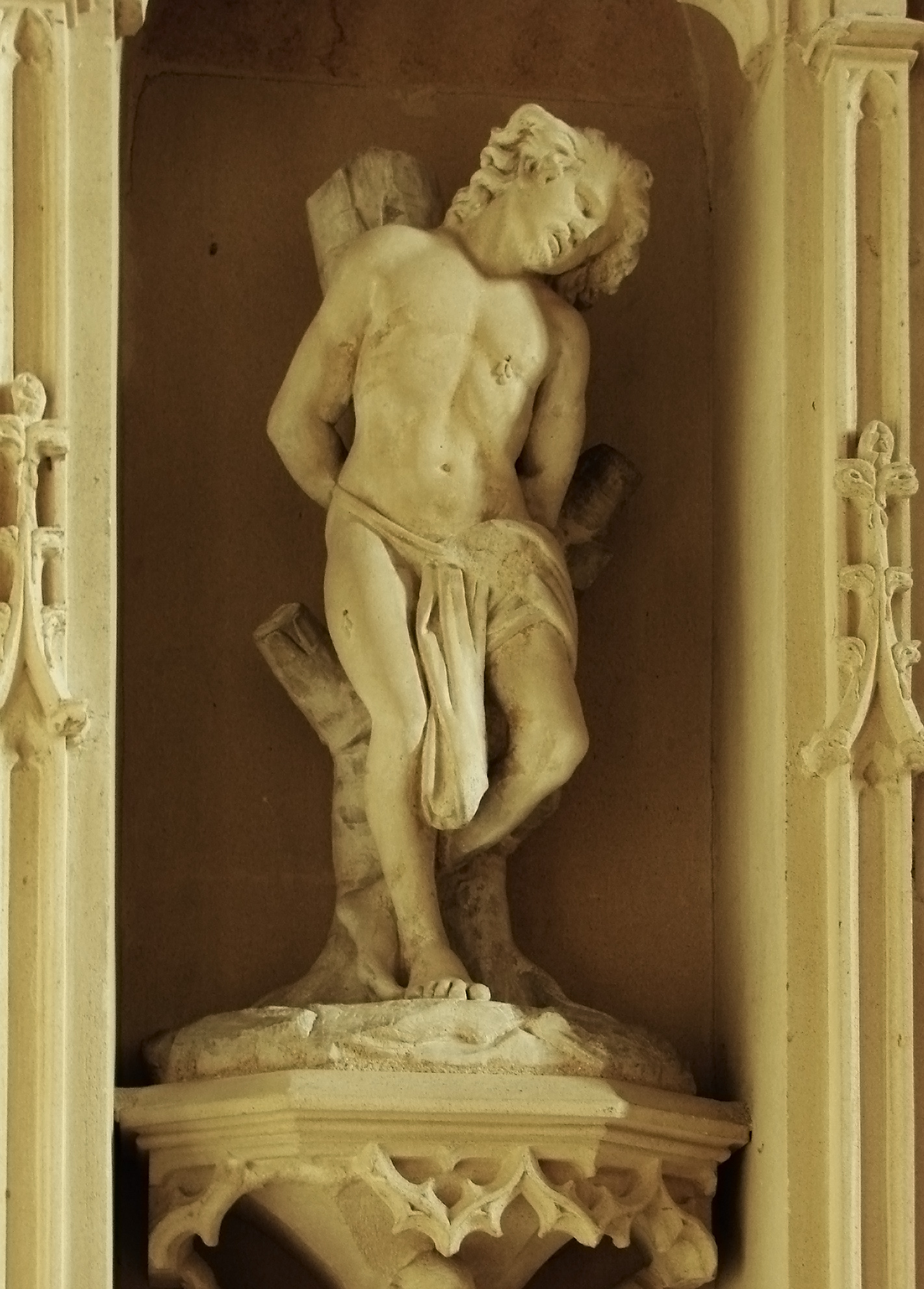
Statua di san Sebastiano.